# Aleksander II (papież)
Aleksander II (łac. Alexander II, właśc. Anselmo da Baggio; ur. ok. 1010 w Baggio, zm. 21 kwietnia 1073 w Rzymie) – papież w okresie od 30 września 1061 do 21 kwietnia 1073.

## Życiorys
Naprawdę miał na imię Anzelm i przed wyborem na papieża był biskupem Lukki. Został wybrany przez kardynałów, w wyniku namów archidiakona Hildebranda, a władzę w Rzymie objął przy pomocy wojsk Normanów (w mieście były zamieszki).
Cesarzowa Agnieszka, regentka małoletniego Henryka IV, nie zgodziła się na tę kandydaturę i wysunęła Honoriusza, jako nominata do Stolicy Piotrowej. Z tego powodu, Aleksander musiał toczyć z nim walkę i w 1062 wycofać się do rodzinnej Lukki. Ostatecznie spór zakończył się na synodzie w Mantui, w 1064, kiedy to ówczesny regent, arcybiskup Kolonii, Annon, oczyścił papieża z zarzutów, a Honoriusz został uznany za antypapieża.
W czasie pontyfikatu wspierał działania przeciwdziałające symonii i zabraniał odprawiać msze żonatym duchownym. Popierał także działania Hiszpanów, gdy król Sancho Ramírez oddał kraj pod opiekę papieską i wprowadził liturgię rzymską w miejsce liturgii mozarabskiej. W 1063 Aleksander II ogłosił apel do wszystkich narodów chrześcijańskich, by wspierały Hiszpanów w walce z wrogami chrześcijaństwa. Poparł Wilhelma z Normandii przeciwko Haroldowi II, a także wręczył paliusz arcybiskupowi Trewiru, Udonowi.
Zmarł 21 kwietnia 1073 roku.